# Turnix olivii
Turnix olivii е вид птица от семейство Трипръсткови (Turnicidae). Видът е застрашен от изчезване.

## Разпространение
Видът е разпространен в Австралия.